# Manhuaçu
Manhuaçu es un municipio brasileño del estado de Minas Gerais.

## Geografía
Se encuentra en la Zona da Mata Mineira y su población estimada en 2020 fue de 91.169 habitantes.  
Ocupa una superficie de 628.318 km², siendo atravesada por las carreteras MG-111, BR-262 y BR-116.  
La ciudad está a 290 km de la capital, Belo Horizonte. 

### Distritos
Actualmente, además de la sede, los distritos son: Dom Corrêa, Palmeiras do Manhuaçu, Ponte do Silva, Realeza, Santo Amaro de Minas, São Pedro do Avaí, São Sebastião do Sacramento y Vilanova,  con los pueblos de Palmeirinhas y Bom Jesus de Santo Amaro.

## Etimología
El topónimo Manhuaçu es de origen tupí. Según Teodoro Fernandes Sampaio, significa "gran lluvia", basado en la unión de los términos aman'y y asu. 

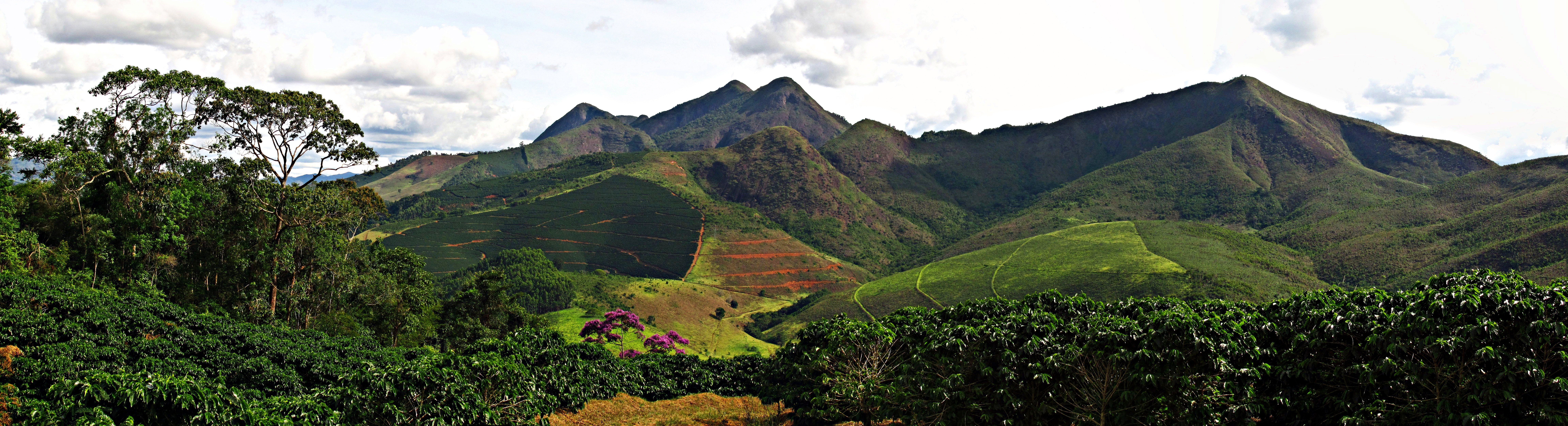
Montañas en Manhuaçu.

Helio Consolaro dice que el término se origina en la unión de los términos tupis mandi ("pez"), yuba ("amarillo") y asu ("grande"). Otros confirman la historia de que Manhu es igual a "río" y que Açu significa "grande": es decir, "Manhuaçu" significaría "Río Grande". El tupinólogo Eduardo de Almeida Navarro dice que el término puede provenir de amynyîûasu, un término tupí que significa "algodoneros grandes" (amynynîu, algodón + ûasu, grande).  

## Historia
Emancipada el 5 de noviembre de 1877, Manhuaçu sólo se convirtió en ciudad unos años más tarde. En este período, perdió un área territorial que originó más de 70 municipios en la parte oriental del estado de Minas Gerais. El primer distrito en emanciparse fue Caratinga, en 1890, y el último, Reduto y Luisburgo, en 1995. Hoy el municipio tiene 621 km² y sigue siendo el más grande de la microrregión, además de ser un centro económico, que brinda servicios y ofrece una buena infraestructura hotelera para el turismo en la región de Vertente do Caparaó. 